# استر آبردین هولم
استر آبردین هولم (۶ ژانویه ۱۹۰۴ – ۴ مه ۱۹۸۴) یک آکادمیسین آمریکایی بود که فعالیت خود را به‌عنوان دیرینه‌شناس آغاز کرد و بعدها به زمین‌شناسی کاربردی روی آورد.

## اوایل زندگی
او در شیکاگو، ایلینوی به دنیا آمد و سفرهای متعددی به دریاچه میشیگان داشت که علاقه‌اش به زمین‌شناسی از آنجا آغاز شد. با تشویق مادرش، توانست هزینه تحصیل خود را در دانشگاه نورث‌وسترن از طریق کار به‌عنوان تندنویس در یک شرکت تبلیغاتی تأمین کند. او در ۱۵ اوت ۱۹۵۳ با دونالد اوت هولم ازدواج کرد که او را در حین کار در الجزایر ملاقات کرده بود. در آن زمان، او به عربستان سعودی سفر کرد و به اسب‌های عربی علاقه‌مند شد و تعدادی از آن‌ها را به آریزونا آورد.

## تحصیلات
هولم برای یک سال به‌عنوان مدرس تربیت بدنی در YWCA در سنت جوزف، میشیگان فعالیت کرد پس از فارغ‌التحصیلی در سال ۱۹۲۸، سپس به دانشگاه نورث‌وسترن بازگشت و مدرک کارشناسی ارشد خود را در علوم دریافت کرد. پس از آن، به‌عنوان استاد راهنما در همان مؤسسه فعالیت کرد تا اینکه در سال ۱۹۳۳ وارد دوره تحصیلات تکمیلی در دانشگاه شیکاگو شد، اما تنها یک سال تحصیل کرد و سپس تحصیلات خود را به‌تعویق انداخت تا به مدت یک سال به‌عنوان مدرس زمین‌شناسی در کالج میلواکی-دانر تدریس کند. در سال ۱۹۳۷ هولم دکترای خود را در رشته دیرینه‌شناسی از دانشگاه شیکاگو دریافت کرد.

## حرفه
پنج سال پس از دریافت مدرک دکترای خود (۱۹۴۲)، هولم حرفه خود را از سمت دانشیار در کالج ولسلی تغییر داد و به تفسیر زمین و تهیه نقشه‌های زمین‌شناسی کاربردی برای بخش زمین‌شناسی نظامی اداره زمین‌شناسی ایالات متحده پرداخت. دو سال بعد (۱۹۴۴)، استر بخشی را دربارهٔ جاده‌های میندانائو نوشت. او عضو واحد زمین‌شناسی نظامی بود که در طول جنگ جهانی دوم کارهای بزرگی انجام داد، از جمله تهیه نقشه‌های مناطق غیرقابل دسترسی خارجی. از سال ۱۹۴۶ تا ۱۹۴۸، استر مشارکت‌های زمین‌شناسی برای تلاش‌های جنگی ارائه کرد که در زیر توضیح داده شده است.
استر در کنگره بین‌المللی زمین‌شناسی نوزدهم در الجزایر در سال ۱۹۵۲ شرکت کرد، جایی که با دونالد هولم، که زمین‌شناس بود و بعدها همسر او شد، ملاقات کرد. در طول اقامت خود در الجزایر، استر به افراد مختلف جغرافیای اقتصادی تدریس کرد. مشارکت استر در مطالعه دیاتوم‌ها و رادیولاریا در رساله‌ای درباره بوم‌شناسی و دیرینه‌بوم‌شناسی در سال ۱۹۵۷ گنجانده شد.
استر که همیشه به دنبال مشارکت بود، در سال ۱۹۶۵ از واشینگتن به فلگستف، آریزونا منتقل شد و به شاخه اخترشناسی پیوست که به برنامه مطالعات منطقه استوایی ماه کمک می‌کرد. نهایتاً در سال ۱۹۷۱ بازنشسته شد و بالاترین جایزه وزارت کشور، مدال خدمات برجسته، را دریافت کرد.

## مشارکت‌های جنگی
استر هولم بخشی از واحد زمین‌شناسی نظامی بود که در طول جنگ جهانی دوم حجم قابل توجهی از کارها را انجام داد و نقشه‌هایی از مناطق غیرقابل دسترس خارجی تهیه کرد. در آن زمان، نقشه‌هایی موردنیاز بود که «مصالح ساختمانی و منابع آب… مسیر حرکت در سراسر کشور» و شناسایی تأسیسات زیرزمینی را نشان دهد (صفحه 9). یکی از همکاران او، آلیس آلن گفت: «اطلاعات زمین به‌شدت موردنیاز خارج از کشور بود به‌طوری که تمام ساعات بیداری در 'سیاه‌چال' -- دفاتر زیرزمینی برای کارهای طبقه‌بندی‌شده -- سپری می‌شد، به‌جز زمانی که روزهای یکشنبه برای شستن لباس‌های کافی برای هفته آینده اختصاص داده می‌شد.»
با تأثیر چارلز بی. هانت، او یک سیستم سریع طراحی کرد که اجازه تفسیر داده‌های نقشه را از طریق استفاده از “افسانه‌های توسعه‌یافته نقشه و جدول‌هاً می‌داد (صفحه 9). در طول سال‌های ۱۹۴۶–۱۹۴۸، استر برای بررسی اطلاعات میدانی عملیات کرونت (تهاجم به جزیره هونشو، ژاپن) که قرار بود در ۱ مارس ۱۹۴۶ انجام شود، مأمور شد.
او یک سری بررسی‌های اطلاعاتی میدانی انجام داد و سپس نقش کلیدی در آغاز برنامه نقشه‌برداری جزایر اقیانوس آرام ایفا کرد.
او چندین سفر به اوکیناوا و یکی به پالائو انجام داد. او به‌عنوان یک افسر ستادی درجه‌یک شناخته شد. نتیجه تلاش‌های او یک «مطالعه مهندسی استراتژیک» برای ارتش بود که حتی پس از جنگ جهانی دوم نیز مورد استفاده قرار گرفت (صفحه 9). پس از جنگ، فناوری او در زمینه‌هایی مانند «زمین‌شناسی مهندسی، مطالعات زیست‌محیطی، و زمین‌شناسی سیاره‌ای» به کار گرفته شد (صفحه 9).

## مشارکت‌ها در علم زمین‌شناسی مدرن
هولم مشارکت‌های متعددی نه تنها در زمینه زمین‌شناسی بلکه در کل رشته علوم زیستی داشته است. این مشارکت‌ها بر روشن‌سازی رابطه بین رادیولاریا فسیل‌شده و رسوب‌گذاری در محیط‌های عمیق دریایی تمرکز دارند. هولم این یافته‌ها را در رساله‌ای درباره بوم‌شناسی و دیرینه‌بوم‌شناسی تشریح کرده است و طبیعت رادیولاریا را توضیح داده و همچنین رابطه بین رادیولاریای فسیل‌شده و رسوب‌گذاری را روشن کرده است.
به‌طور خاص، هولم ادعا کرد که رادیولاریای فسیل‌شده دو شرط اصلی را نشان می‌دهد که منجر به چنین فسیل‌هایی می‌شود که مشارکت قابل توجهی در رسوب دریایی ایجاد می‌کند. این دو شرط عبارتند از: رادیولاریا در هنگام فرورفتن به سمت کف اقیانوس تحت تجزیه قرار نمی‌گیرد؛ و رادیولاریای فسیل‌شده توسط مواد رسوبی اضافی پنهان نمی‌شود.
علاوه بر این، هولم محیط‌های باستانی که جمعیت‌های رادیولاریا را حمایت می‌کردند، توضیح داد و به‌طور متعاقب چندین مورد از چگونگی فسیل شدن رادیولاریا در انواع و سنین مختلف سنگ‌ها را ارائه کرد. تمامی این یافته‌ها به گسترش درک عمومی از چگونگی تأثیر عوامل و شرایط زیستی باستانی بر یافته‌های زمین‌شناسی معاصر کمک می‌کنند، که به‌طور برجسته‌ای شامل رسوب‌گذاری در رسوبات دریایی است.